# Второканонические книги
Второканони́ческие кни́ги (лат. Libri Deuterocanonici) — понятие католического богословия, обозначающее книги Ветхого Завета, включённые в состав библейского канона в Католической церкви позже остальных книг Библии. Эти книги не были включены в состав книг еврейской Библии (Танах) в конце I века, после разрушения Второго Иерусалимского храма на заседании Синедриона в Явне и не входят в состав современной еврейской Библии. Написаны в последние несколько веков до н. э. Большинство из них были написаны на древнееврейском и, возможно, на арамейском, но некоторые на древнегреческом языке. Все книги находились в составе греческого перевода Семидесяти (Септуагинты). На древнееврейском языке тексты этих книг до настоящего времени или не сохранились, или сохранились частично. В католицизме эти книги признаны богодухновенными (содержащими непреложную истину), как и остальные книги Библии. В православии эти книги также помещаются в состав книг Ветхого Завета, хотя официально в ветхозаветный канон не включены. В протестантизме, как и в иудаизме, эти книги считаются апокрифами. В протестантизме они не входят в состав Ветхого Завета, но некоторые протестантские издания Библии помещают эти книги в отдельном разделе.
Католическая церковь признала эти книги каноническими на Тридентском соборе (1545—1563). Термин «второканонический» (лат. Deuterocanonical) был впервые употреблён католическим богословом Сикстом Сиенским в 1566 году.
Для книг, входящих в состав еврейской Библии, в католической традиции применяется термин «протоканонические», который в русском языке практически не используется.

## Состав
(в порядке расположения в Новой Вульгате).
- Книга Товита
- Книга Иудифи
- Книга Премудрости Соломона
- Книга премудрости Иисуса, сына Сирахова
- Книга пророка Варуха с Посланием Иеремии (включена в книгу Варуха в качестве 6-й главы)
- Первая книга Маккавейская
- Вторая книга Маккавейская[6][10][11]

Также второканонический статус имеют дополнительные отрывки к протоканоническим книгам, такие как дополнения к книге Есфирь (Есф. 1:1, Есф. 3:13, Есф. 4:17, Есф. 5:1-2, Есф. 8:12, Есф. 10:3) и дополнения к книге пророка Даниила: молитва Азарии и песнь трёх отроков (Дан. 3:24-90), повесть о Сусанне (Дан. 13), история о Виле и Драконе (Дан. 14).

## Разногласия о книгах
С самого начала истории Церкви (I—III века) появились различия во взглядах на объём ветхозаветного канона у отцов и учителей Восточной и Западной Церкви. Восточные отцы и учители (Иустин Философ, Мелитон Сардийский, Ориген), познакомившись с составом иудейского библейского канона (Танах), цитировали и перечисляли только эти книги. Напротив, представители Западной Церкви этого периода не знали еврейского языка и не знакомились с составом еврейского канона. Они изучали ветхозаветные книги только по древнегреческому переводу, и, не видя в нём различия между книгами иудейского канона (протоканонические книги) и второканоническими книгами, все их считали одинаково авторитетными, как «Божественное Писание». Так, некоторые второканонические книги цитировали святители Климент Римский, Ириней Лионский, Киприан Карфагенский и Тертуллиан.
Этот взгляд на состав ветхозаветного канона в Католической церкви оставался неизменным и в последующих веках. Второканонические книги не перечисляются в числе книг Ветхого Завета в 60-м правиле Лаодикийского собора, в 39-м пасхальном послании святителя Афанасия Александрийского, в 4-м огласительном поучении святителя Кирилла Иерусалимского (за исключением книги пророка Варуха и Послания Иеремии). В 33-м стихотворении святителя Григория Богослова, в послании святителя Амфилохия Иконийского к Селевку и у святителя Епифания Кипрского ни одна из второканонических книг не помещается в числе книг Ветхого Завета.
В Западной Церкви установился взгляд на второканонические книги как на равные протоканоническим. Это мнение было утверждено западными соборами и отцами того времени. Эти взгляды изложены в декрете римского папы Дамаса, в декретах пап Иннокентия I и Геласия, блаженного Августина, в решениях африканских Соборов — Иппонского в 393 году и двух Карфагенских в 397 и 419 годах. Восточный взгляд на канонические и второканонические книги не был принят на Западе, хотя его придерживались блаженные Иларий Пиктавийский и Иероним Стридонский, Руфин Аквилейский. Иероним часто цитировал и толковал второканонические книги, как полезные и назидательные, например, Товит и Иудифь, но отказался от перевода и толкования других второканонических книг. В итоге оставшиеся второканонические книги были переведены и добавлены в Вульгату уже преемниками Иеронима.
На Флорентийском соборе 1439 года второканонические книги были признаны богодухновенными и равными протоканоническим (книги Танаха).

 
В период Реформации протестанты не стали принимать второканонические книги в свой библейский канон, именуя их апокрифами, признавая только еврейский канон. Следует заметить, что Лютер подозревал в неканоничности даже канонические тексты — в том случае, если они противоречили проповедуемым им доктринам. Вместе с тем, он был хорошо знаком с второканоническими текстами, например, известен его высокий отзыв о книге Иисуса, сына Сирахова: 
полезна для народа, так как её цель — сделать гражданина или домохозяина богобоязненным, благочестивым и мудрым
В противовес протестантизму, Католическая церковь на Тридентском соборе в 1546 году подтвердила одинаковую степень богодухновенности за протоканоническими и второканоническими книгами. Вторая и Третья книги Ездры были изъяты из Ветхого Завета и помещены в приложение к Клементинской Вульгате. Книги, вынесенные в приложение, с точки зрения католического богословия являются неканоническими. В настоящее время в католицизме эти книги считаются апокрифами. Все католические издания в обязательном порядке содержат второканонические книги.
Впоследствии у протестантов возникла традиция или публиковать второканонические книги в отдельном разделе Апокрифы, между книгами Ветхого и Нового Завета (например, в изданиях Библии короля Якова до 1885 года), либо не включать их в Библию вообще. Последнее в том числе характерно для изданий Библии на русском языке, осуществляемых различными протестантскими миссионерскими организациями и отчасти Российским Библейским обществом, где в некоторых изданиях Библии из Синодального перевода (где указанные тексты присутствуют) они удаляются, а на первой странице указывается, что настоящее издание содержит только «канонические книги».
В Русском синодальном переводе Библии c 1968 года эти книги вместе со второй и третьей книгами Ездры, а также третьей книгой Маккавейской, именуются «неканоническими» и помечаются особым знаком, звёздочкой, рядом с названием каждой неканонической книги. Греческая Библия содержит семь второканонических книг, а также Вторую книгу Ездры (Ездры Α), Третью книгу Маккавейскую и Четвертую книгу Маккавейскую, помещаемую в приложение. Эти книги греки называют «анагинноскомена» (то есть «читаемые, удобночитаемые; [рекомендуемые] для чтения»). В православной традиции книги, не вошедшие в иудейский канон, признаются назидательными и полезными для чтения, для их названия нет единообразия: они могут называться «второканоническими» (как у католиков), «анагинноскомена» (греч. ἀναγιγνωσκόμενα — «читаемые, удобночитаемые; [рекомендуемые] для чтения»), или «неканоническими». Название «второканонические» заимствовано у католиков и чуждо православной традиции. Наиболее распространенное наименование «неканонические», согласно Православной энциклопедии, также не является удовлетворительным и может быть принято только как условное, так как в Православной церкви основным свидетельством каноничности книг является их богослужебное употребление, а отрывки из книги Премудрости Соломона и «неканонические» части книги пророка Даниила читаются во время богослужений.

## Еврейские тексты
За последние два века в связи с интенсивным поиском библейских рукописей и находками библейской археологии ситуация значительно изменилась. Так в 1896 году английскими исследовательницами Агнес Льюис и Маргарет Гибсон в каирской генизе был найден пергаментный свиток, идентифицированный Соломоном Шехтером как еврейский текст книги Иисуса, сына Сираха. В 1963 году фрагменты еврейского текста этой книги были найдены при раскопках в крепости Масада.

## Программы для работы с текстом Библии
Проблема с второканоническими книгами нашла своё отражение и в программах для работы с текстом Библии. В некоторых таких программах возможности работы с данными текстами ограничены (присутствуют не во всех модулях, нет стандартных инструментов поиска и т. д.).